# 邁達尼夫卡 (基輔州)
50°37′34″N 29°43′1″E / 50.62611°N 29.71694°E
邁達尼夫卡（烏克蘭語：Майданівка）是位於烏克蘭北部的村莊，由基辅州布恰区的博罗江卡市镇負責管轄。該村面積39平方公里，海拔高度154米，2001年人口615，人口密度每平方公里15.8人。